# Radoszewo (przystanek kolejowy)
Radoszewo – nieczynny przystanek kolejowy w Radoszewie w powiecie puckim, w Polsce.